# 堀内敬三
堀内敬三（1897年12月6日—1983年10月12日）是日本作曲家、作词家、音乐评论家。他还有一个笔名“安谷镇雄”，是“可疑”一词在日语中的变体。他因为为冬之星座作词而闻名。
1. ↑  日本人名大辞典+Plus, デジタル大辞泉,日本大百科全書(ニッポニカ),デジタル版. . コトバンク.   [2023-10-14]. （原始内容存档于2023-04-04） （日语）.